# Zona geoastronómica

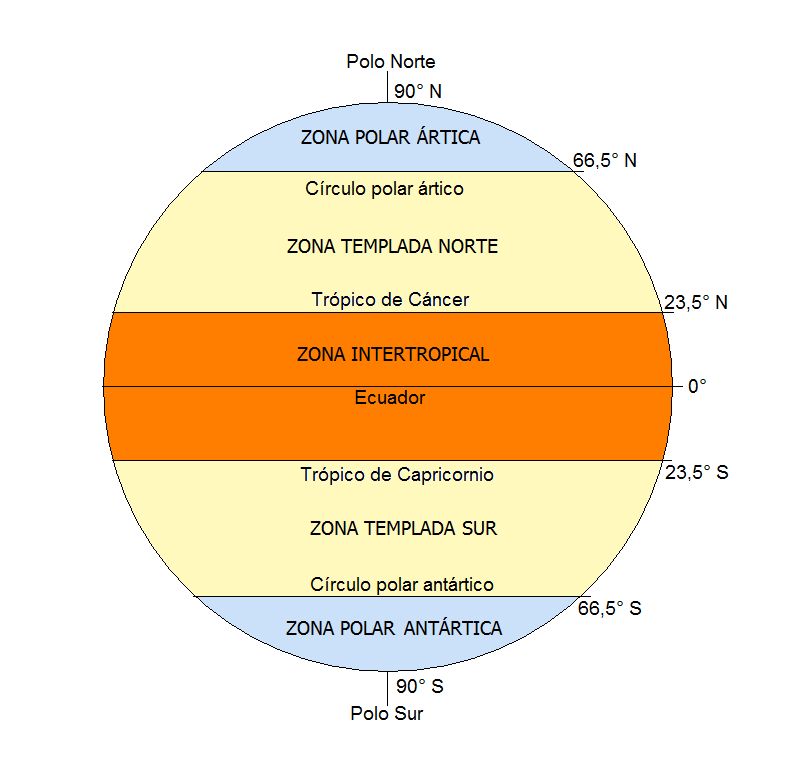
Diagrama de las cinco zonas geoastronómicas y su relación con los paralelos notables.

Se denomina zona geoastronómica o zona latitudinal a cada una de las zonas de la Tierra que dependen de su latitud y en las que los paralelos notables o principales dividen a la superficie terrestre. Dichas zonas son cinco: dos zonas templadas (norte y sur), dos zonas polares (ártica y antártica) y una zona intertropical, a ambos lados del ecuador terrestre. No debe confundirse con zona climática o zona térmica, ya que estas últimas dependen principalmente de factores climáticos como temperatura y precipitación, en lugar de utilizar únicamente la latitud.
En una primera aproximación, estas cinco zonas sirven para definir algunas características climáticas muy generales que se pueden aplicar a grandes extensiones de nuestro planeta y cuya delimitación está establecida por la distinta inclinación de los rayos solares a lo largo del año lo cual se debe, a su vez, a que la eclíptica, es decir, el plano en el cual se mueve la Tierra en su movimiento de traslación alrededor del Sol, no coincide con el plano ecuatorial, es decir, con el plano perpendicular al eje terrestre que define el movimiento de rotación de la Tierra.
Los paralelos notables son los dos trópicos (de Cáncer en el hemisferio norte y de Capricornio en el hemisferio sur), los dos círculos polares (ártico en el hemisferio norte y antártico en el hemisferio sur) y la línea ecuatorial o ecuador.
Atendiendo a las distintas zonas geoastronómicas de la Tierra y la manera como a lo largo del año los rayos del Sol inciden sobre los habitantes de cada una de estas zonas, estos se han clasificado de la siguiente manera (estos nombres hacen referencia a las sombras que proyectan):
- Ascios o ascianos: son los habitantes de la zona intertropical que dos veces al año, a mediodía, al pasar el Sol por su cenit no proyectan sombra alguna.

- Anfiscios: son los habitantes de la zona intertropical que durante una parte del año proyectan su sombra hacia el norte, y durante otra parte hacia el sur. Estos mismos habitantes son ascios dos veces al año.

- Heteroscios: son los habitantes de las zonas templadas cuya sombra se proyecta siempre hacia el polo geográfico más cercano; esto se debe a que en esas latitudes el Sol nunca alcanza su cenit.

- Periscios: son los habitantes de las zonas polares porque en la época en que el Sol los ilumina, la sombra que proyectan da cada día una vuelta completa a su alrededor. Esto se debe a que en esa latitud el Sol no se oculta sino que rodea el horizonte.